# 管状拟态蛛
管状拟态蛛（学名：Mimetus tuberculatus）为拟态蛛科拟态蛛属的动物。在中国大陆，分布于新疆等地。该物种的模式产地在新疆。